# 環境装置
環境装置（かんきょうそうち）とは、大気汚染・水質汚濁・土壌汚染・悪臭・騒音・振動などの環境に関する害の防止や抑制または浄化などをする装置の総称。ゴミ焼却装置、下水処理装置、排ガス除去装置などが該当する。